# Mark McKenzie
Mark Alexander McKenzie (El Bronx, Nueva York, Estados Unidos, 25 de febrero de 1999) es un futbolista estadounidense. Juega de defensa y su equipo es el Toulouse F. C. de la Ligue 1.

## Trayectoria

### Inicios
Creció en Bear, Delaware, y jugó en las inferiores del Delaware Rush y el Wilmington Rangers antes de entrar a la academia del Philadelphia Union.
En 2015 entró a la Universidad de Wake Forest y formó parte del equipo de soccer de los Wake Forest Demon Deacons en 2017.

### Bethlehem Steel
Como parte de las inferiores del Philadelphia Union, debutó con el segundo equipo del club, el Bethlehem Steel de la USL, en junio de 2016 contra el New York Red Bulls II.

### Philadelphia Union
El 18 de enero de 2018 firmó su primer contrato profesional con el Philadelphia Union como jugador de cantera. Jugó 20 encuentros en su primera temporada en el club. Su desempeño logró su nominación al premio Novato del año de la Major League Soccer 2018.
A inicios de enero de 2021 fue traspasado al K. R. C. Genk belga, firmando un contrato hasta mediados de 2025. Un año antes, y tras 128 partidos disputados, se marchó a Francia para jugar en el Toulouse F. C.

## Selección nacional
Forma parte de las categorías inferiores de la selección de Estados Unidos desde 2013.
Formó parte de la selección sub-20 de Estados Unidos que jugó el Campeonato Sub-20 de la Concacaf de 2018. Anotó tres goles en la fase de grupos y fue el capitán del equipo en la victoria por 7-0 sobre Surinam.
Es internacional absoluto con la selección de Estados Unidos desde 2020. El 20 de diciembre de 2018 recibió su primera convocatoria. El 1 de febrero de 2020 debutó en un amistoso contra Costa Rica.

## Estadísticas
Actualizado al último partido disputado el 17 de mayo de 2025.
| Club                              | Div.          | Temporada     | Liga  | Liga  | Copas nacionales | Copas nacionales | Copas internacionales | Copas internacionales | Total | Total |
| Club                              | Div.          | Temporada     | Part. | Goles | Part.            | Goles            | Part.                 | Goles                 | Part. | Goles |
| --------------------------------- | ------------- | ------------- | ----- | ----- | ---------------- | ---------------- | --------------------- | --------------------- | ----- | ----- |
| Bethlehem Steel Estados Unidos    | 2.ª           | 2016          | 3     | 0     | ―                | ―                | ―                     | ―                     | 3     | 0     |
| Bethlehem Steel Estados Unidos    | 2.ª           | 2017          | 6     | 0     | ―                | ―                | ―                     | ―                     | 6     | 0     |
| Bethlehem Steel Estados Unidos    | 2.ª           | 2018          | 2     | 0     | ―                | ―                | ―                     | ―                     | 2     | 0     |
| Bethlehem Steel Estados Unidos    | 2.ª           | 2019          | 6     | 0     | ―                | ―                | ―                     | ―                     | 6     | 0     |
| Bethlehem Steel Estados Unidos    | Total club    | Total club    | 17    | 0     | 0                | 0                | 0                     | 0                     | 17    | 0     |
| Philadelphia Union Estados Unidos | 1.ª           | 2018          | 20    | 0     | 3                | 0                | ―                     | ―                     | 23    | 0     |
| Philadelphia Union Estados Unidos | 1.ª           | 2019          | 9     | 0     | 1                | 0                | ―                     | ―                     | 10    | 0     |
| Philadelphia Union Estados Unidos | 1.ª           | 2020          | 26    | 2     | ―                | ―                | ―                     | ―                     | 26    | 2     |
| Philadelphia Union Estados Unidos | Total club    | Total club    | 55    | 2     | 4                | 0                | 0                     | 0                     | 59    | 2     |
| K. R. C. Genk · Bélgica           | 1.ª           | 2020-21       | 13    | 0     | 3                | 0                | ―                     | ―                     | 16    | 0     |
| K. R. C. Genk · Bélgica           | 1.ª           | 2021-22       | 22    | 0     | 3                | 0                | 3                     | 0                     | 28    | 0     |
| K. R. C. Genk · Bélgica           | 1.ª           | 2022-23       | 36    | 4     | 3                | 0                | ―                     | ―                     | 39    | 4     |
| K. R. C. Genk · Bélgica           | 1.ª           | 2023-24       | 32    | 0     | 2                | 0                | 10                    | 1                     | 44    | 1     |
| K. R. C. Genk · Bélgica           | 1.ª           | 2024-25       | 1     | 0     | ―                | ―                | ―                     | ―                     | 1     | 0     |
| K. R. C. Genk · Bélgica           | Total club    | Total club    | 104   | 4     | 11               | 0                | 13                    | 1                     | 128   | 5     |
| Toulouse F. C. Francia            | 1.ª           | 2024-25       | 30    | 1     | 3                | 0                | ―                     | ―                     | 33    | 1     |
| Toulouse F. C. Francia            | Total club    | Total club    | 30    | 1     | 3                | 0                | 0                     | 0                     | 33    | 1     |
| Total carrera                     | Total carrera | Total carrera | 206   | 7     | 18               | 0                | 13                    | 1                     | 237   | 8     |
| 1. 2.                             |               |               |       |       |                  |                  |                       |                       |       |       |

## Palmarés

### Títulos nacionales
| Título          | Club          | País    | Año  |
| --------------- | ------------- | ------- | ---- |
| Copa de Bélgica | K. R. C. Genk | Bélgica | 2021 |

### Títulos internacionales
| Título                          | Club (*)       | Sede           | Año  |
| ------------------------------- | -------------- | -------------- | ---- |
| Liga de Naciones de la Concacaf | Estados Unidos | Estados Unidos | 2020 |
| Liga de Naciones de la Concacaf | Estados Unidos | Estados Unidos | 2024 |

(*) Incluyendo la selección.